# Дружинин, Иван Григорьевич
Ива́н Григо́рьевич Дружи́нин (3 января 1928, Большое Шигаково, Звениговский район, Марийская автономная область, РСФСР, СССР — 15 августа 2005, Йошкар-Ола, Марий Эл, Россия) — советский и российский деятель сельского хозяйства, юрист. Директор Марийского треста свиноводческих совхозов «Свинопром» (1977—1983). Кавалер ордена Ленина (1971).

## Биография
Родился 3 января 1928 года в дер. Большое Шигаково ныне Звениговского района Марий Эл.
В 1950 году окончил Лесной техникум железнодорожного транспорта.
Некоторое время работал в органах прокуратуры на родине, в 1955 году окончил Казанскую юридическую школу, в 1960 году — юридический факультет Казанского государственного университета.
В 1957—1959 годах — председатель колхоза «Мушмари» на родине, в 1961—1976 годах — председатель колхоза имени В. И. Ульянова Звениговского района Марийской АССР.
В 1977—1983 годах — директор Марийского треста свиноводческих совхозов «Свинопром», в 1985—1994 годах — помощник директора Йошкар-Олинского завода полупроводниковых приборов по сельскому хозяйству.
В 1967—1971 годах избирался депутатом Верховного Совета Марийской АССР VII созыва.
За вклад в развитие сельского хозяйства награждён орденами Ленина,  Трудового Красного Знамени, медалями, в том числе серебряной медалью ВДНХ, и Почётной грамотой Президиума Верховного Совета Марийской АССР.
Ушёл из жизни 15 августа 2008 года в Йошкар-Оле.

## Звания и награды
- Орден Ленина (1971)[1][2]
- Орден Трудового Красного Знамени (1965)[1][2]
- Серебряная медаль ВДНХ (1972)[1][2]
- Медаль «За доблестный труд. В ознаменование 100-летия со дня рождения Владимира Ильича Ленина»
- Почётная грамота Президиума Верховного Совета Марийской АССР (1978)[1][2]